# Жиров Андрій Васильович
Андрій Васильович Жиров (рос. Андрей Васильевич Жиров, нар. 17 червня 1971, Ярославль) — радянський і російський футболіст, захисник. По завершенні ігрової кар'єри — футбольний тренер.

## Ігрова кар'єра
Вихованець СДЮШОР «Шинник» з рідного міста Ярославль. Тренер — В. І. Атаманичев. У 1988 році увійшов до складу «Сатурна» (Андропов). 
У 1990 році Жиров був призваний для проходження армійської служби в московському «Динамо», проте в основному грав за другу і дублюючу команди. За основну команді зіграв лише два матчі у Вищій лізі СРСР та одну гру у кубку.
Другу половину сезону 1991 року провів у сухумському «Динамо». 
Після розпаду СРСР, з 1992 року, виступав за чернівецьку «Буковину» у новоствореній Вищій лізі України, де дебютував 18 березня 1992 року в матчі проти охтирського «Нафтовика» (0:0). Всього провів у найвищому українському дивізіоні 3 матчі, а також провів 3 матчі у національному кубку і забив один гол.
Влітку 1992 року Жиров потім перейшов у новоросійський «Чорноморець» до тренера Олега Долматова, у якого грав у динамівських командах.
В 1996 році перейшов у «Динамо-Газовик», з якою вийшов у вищу лігу. У серпні 1998 року повернувся в «Чорноморець». 
У 2001 році перейшов до клубу першого дивізіону Росії «Шинника» з рідного Ярославля. У тому ж році вийшов з командою в Прем'єр-лігу. 
У 2004 році перейшов у воронезький «Факел» з другого дивізіону, піднявся з ним в перший дивізіон і наступного року завершив професійну кар'єру.

## Тренерська кар'єра
З вересня 2006 року працював тренером в «Шиннику», в 2008 році — тренером з фізпідготовки в дублі команди, пізніше — тренером ЦПЮФ ФК «Шинник» (1995 р. н.). З 2013 — тренер молодіжної команди.